# 可林斯

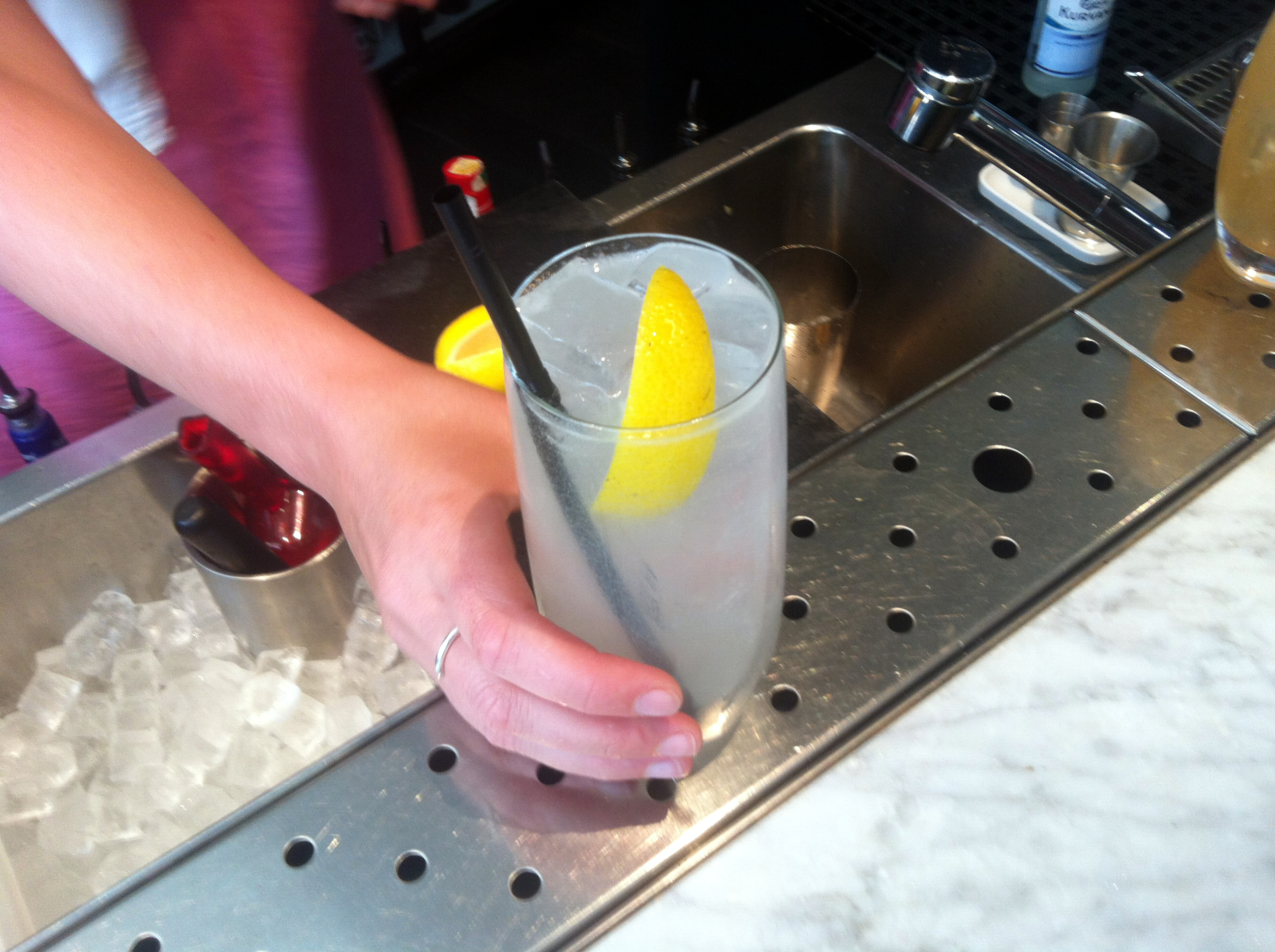
湯姆可林斯

可林斯（Collins）是一类鸡尾酒，这种鸡尾酒一般會加入柠檬水，摇盪后装在已放有冰块的可林杯中，再加满冰镇苏打水饮用。
- 夏日可林斯（Summer Collins）
- 兰姆可林斯（英语：Rum Collins）
- 伏特加可林斯（Vodka Collins）
- 汤姆可林斯（Tom Collins）
- 約翰可林斯
- 胡安可林斯（Juan Collins）
- 船長可林斯（Captain Collins）
- 南方（英语：Southside (cocktail)）
- 法式七五（英语：French 75 (cocktail)）

一般配方以2:1:1/2的酒，柠檬水（或青柠水）为基础，摇晃后加满苏打即可。